# موريل أورلاندو
موريل أورلاندو (بالإسبانية: Muriel Orlando) (18 مارس 1989 في الأرجنتين - ) هو لاعب كرة قدم أرجنتيني في مركز الهجوم. لعب مع رامبلا جونيورز ونادي جوهر دار التعظيم وهوراكان ونادي جوهر درول تقسيم 2 وديبورتيس أنتوفاغاستا وDeportes Copiapó ‏ وLeón de Huánuco ‏ وColegio Nacional Iquitos ‏.

## وصلات خارجية
- موريل أورلاندو على موقع قاعدة بيانات كرة القدم.إي يو (الإنجليزية)
- موريل أورلاندو على موقع Soccerway.com (الإنجليزية)
- موريل أورلاندو على موقع عالم كرة القدم.نت (الإنجليزية)
- موريل أورلاندو على موقع AS.com (الإسبانية)